# Bazylika Santa Maria della Salute w Wenecji
Bazylika Santa Maria della Salute (także nazywana Chiesa della Salute lub krótko La Salute) – wenecka barokowa bazylika mniejsza.
Bazylika została zbudowana, zgodnie z dekretem senatu podpisanym przez dożę Nicolò Contarini z 22 października 1630 roku, jako wotum dziękczynne po zakończeniu epidemii dżumy, która pozbawiła życia ok. 1/3 mieszkańców miasta. Została usytuowana nad Kanałem Grande obok budynku morskiej komory celnej Dogana da Mar. Barokowa budowla została zaprojektowana na rzucie ośmioboku otoczonego arkadami i zwieńczona kopułą ustawioną na bębnie. Kościół otacza sześć kaplic.
Projektantem kościoła był Baldassare Longhena. Prace rozpoczęto we wrześniu 1631 roku (po zakończeniu epidemii) a zakończono w 1681. Konsekracja odbyła się 9 listopada 1687 roku. W kościele umieszczono obrazy Tycjana (obraz ołtarzowy – Święty Marek na tronie wraz ze świętymi Kosmą, Damianem, Sebastianem i Rochem) i Jacopo Tintoretto (Wesele w Kanie Galilejskiej), przeniesione z Santo Spirito.
W Wenecji w dniu 21 listopada, rokrocznie odbywa się uroczysta procesja dziękczynna za zdrowie miasta. Prowadzona jest po specjalnie przygotowanym pontonowym pomoście, z placu św. Marka przez Canal Grande do kościoła Santa Maria della Salute.